# Enfrentamiento entre el USS Constellation y L'Insurgente
El enfrentamiento entre el USS Constellation y L'Insurgente fue un combate naval entre dos fragatas de la marina estadounidense y de la marina francesa el 9 de febrero de 1799, cerca de la costa este de la isla Nieves, una de las Islas de Barlovento, en las Antillas. El enfrentamiento de ambos barcos se engloba en el marco de la Cuasi-Guerra, un período de guerra no declarada entre la Primera República Francesa y Estados Unidos, entre el 7 de julio de 1798 y el 30 de septiembre de 1800. Culminó con la captura de L'Insurgente por parte de la USS Constellation, después de un intenso intercambio de fuego con artillería de cañón y mosquete que duró 74 minutos. Fue la primera victoria sobre un navío enemigo para la recién creada Armada de los Estados Unidos.
Una serie de ataques de corsarios franceses desde 1798 contra buques británicos en comercio con los EE. UU. fue el origen de un clima de tensión diplomática que condujo a un ambiente prebélico entre Estados Unidos y Francia. El gobierno estadounidense envió una escuadra naval a las órdenes del comodoro Thomas Truxtun para patrullar las aguas del Caribe entre Puerto Rico y la isla de San Cristóbal. Sus órdenes eran las de atacar a cualquier barco francés armado que encontrasen en la zona de patrulla. Mientras Truxtun navegaba con el USS Constellation apartado del resto de la escuadra localizó y atacó al L’Insurgente. Ambas fragatas se enzarzaron en un combate naval durante una hora catorce minutos hasta que la fragata francesa finalmente se rindió ante los estadounidenses. L’Insurgente recibió un gran castigo y tuvo bajas abundantes en contraste con un daño moderado y un número reducido de bajas en el USS Constellation.
Tras el enfrentamiento la fragata capturada fue llevada a la isla de San Cristóbal y posteriormente renombrada por la marina estadounidense como USS Insurgent. Esta fue la primera victoria militar de la Armada de los Estados Unidos y, junto con otras victorias de este periodo, sirvió para aumentar la moral de los estadounidenses y para fortalecer políticamente a los partidarios de un gobierno federal potente frente a los favorables de unos Estados Unidos más descentralizados.

## Antecedentes
A finales del SXVIII el gobierno estadounidense incumplía el pago de las deudas contraídas con Francia por su apoyo a los rebeldes americanos frente a Gran Bretaña durante la guerra de Independencia de Estados Unidos. Entretanto, Inglaterra, en guerra desde 1793, logra que varias naciones europeas formalicen una Segunda Coalición contra la Primera República Francesa. La respuesta del gobierno francés en el Caribe fue iniciar una campaña de desgaste contra la marina mercante británica mediante ataques corsarios, a la par que confiscaba buques estadounidenses fondeados en puertos franceses. En 1798 la tensión diplomática aumentó hasta darse de hecho una situación de guerra no declarada entre Estados Unidos y Francia.
En reacción a esos ataques el gobierno de Estados Unidos toma la decisión de pasar a la ofensiva desplegando cuatro escuadras navales en el mar Caribe con órdenes de capturar naves francesas armadas con el propósito de detener los ataques corsarios a barcos con origen o destino a puertos estadounidenses. Una de las escuadras, bajo el mando del comodoro Thomas Truxtun, recibió la misión de navegar entre Puerto Rico y San Cristóbal. La escuadra de Truxtun estaba compuesta por su buque insignia, la fragata USS Constellation, con 38 cañones, la fragata USS Baltimore del capitán Samuel Barron, con 20 cañones, los bergantines USS Richmond y USS Norfolk, y la goleta USS Virginia, cedida por el servicio de protección de costa de la Marina. Oponiéndose a Truxton se encontraban varias naves francesas que fondeaban en el archipiélago de Guadalupe, entre ellas varios navíos particulares con patente de corso, dos fragatas y una corbeta de la marina francesa con 20 cañones.
A pesar de que el USS Constellation, de 1265 toneladas, era oficialmente clasificado por la marina de los Estados Unidos como una fragata de 36 cañones, durante su servicio en el Caribe su armamento aumentó hasta los 38 cañones. Se distribuía en veintiocho cañones de 24 libras en la cubierta principal y diez cañones de 12 libras en su cubierta superior, dando en conjunto un peso de lanzamiento por cada costado de 396 libras (180kg). Por su parte, L’Insurgente, de 950 toneladas, estaba clasificado como una fragata de la clase Semillante armada con hasta cuarenta cañones distribuidos en veinticuatro cañones de 12 libras, dos cañones de 18 libras, ocho cañones de 6 libras, cuatro carronadas de 36 libras y dos carronadas de 24 libras, cuyo peso de lanzamiento en cada costado era de 282 libras (128kg). A pesar de que el barco de Barreaut cargaba con dos cañones más, la fragata de Truxtun contaba con más ventaja en el armamento ofensivo, que le favorecía en caso de duelo artillero, si bien en el combate cuerpo a cuerpo en caso de abordaje era el barco francés quien contaba con mayor ventaja al tener alistados 409 hombres por 309 (o 316) en la fragata estadounidense.

## Batalla

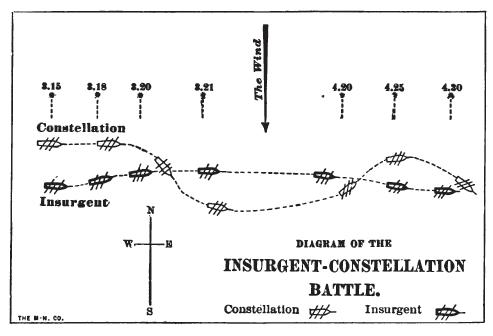
Diagrama del enfrentamiento entre el Constellation's y el L'Insurgente.

El USS Constellation parte del puerto de Norfolk el 31 de diciembre de 1798 y con el resto de la escuadra se dirigen al mar Caribe. El 17 de enero fondean en la isla de San Cristóbal y allí es informado de la captura de la goleta Retaliation de la armada estadounidense en un enfrentamiento mantenido con las fragatas francesas Le Volontaire y L'Insurgente con base en la isla de Guadalupe. Tras un breve descanso de unos días, Truxtun despacha el resto de la escuadra al norte para asegurar las rutas marítimas, mientras que él desde el USS Constellation inspecciona las defensas de costa francesas en la isla de Guadalupe antes de volver a San Cristóbal. El 6 de febrero vuelve a salir a mar abierto y tres días después a mediodía avistan una fragata frente a la costa de la isla Nieves, al sur de la isla de San Cristóbal. Luego descubrirían que se trataba de L’insurgente que había zarpado de Guadalupe el día anterior. Truxtun decide aproximarse a la fragata desconocida y a las 12:30, con el USS Constellation navegando ya a su costado despliega los colores de la armada británica sin recibir respuesta por parte del otro barco que despliega las señales propias de la armada estadounidense. A continuación Truxtun ordena cambiar las banderas de señales para desplegar las propias de la armada estadounidense y, viéndose que habían sido descubiertos, en L'Insurgente bajan las señales identificativas estadounidenses para desplegar en su lugar la bandera tricolor de la república francesa. Barreaut había recibido órdenes de evitar en lo posible enfrentamientos que pudiesen significar la pérdida del barco, ya que afectaría a las fuerzas de la débil armada francesa en el Caribe, y es por ello que ordena la huida de L'Insurgente hacia las islas holandesas de Saba y San Eustaquio perseguido de cerca por el USS Constellation. A las 13:30 los dos buques se encuentran frente a un temporal que daña la arboladura del navío francés perjudicando su navegación, pero que apenas afecta al USS Constellation y que le permite aproximarse más a L'Insurgente.
Hacía las 3 de la tarde se inicia el combate. El barco de Truxtun tenía inicialmente una posición ventajosa del barlovento para la maniobra gracias que el buque recibía el viento en sus velas desplegadas. Sin embargo, a causa del sobrepeso de los cañones su lado de sotavento se inclinaba tanto que las portas de los cañones en ese lado de la nave no podían ser abiertos para abrir fuego contra la fragata francesa. Truxtun lo resolvió cediendo la posición ventajosa a los franceses con el cruce de la línea de navegación del buque francés para atacar el costado de sotavento del L'Insurgente, si bien en tal posición el USS Constellation sería el que tuviese desventaja en el combate. Con el USS Constellation acercándose a su fragata rápidamente, el capitán francés Barreaut hizo un último intento de comunicación con la fragata estadounidense para evitar el enfrentamiento. La tripulación del USS Constellation ignoró la llamada del barco francés y a menos de cincuenta metros del L'Insurgente liberó una salva con los cañones del costado de estribor que dañó gravemente el alcázar de la fragata francesa. El buque de Barreaut respondió a la salva con los cañones de su costado de babor que dañaron el mástil superior del USS Constellation. La acción del guardiamarina David Porter, subido en el mástil dañado del Constellation, logra liberar tensión sobre el mástil previniendo su caída. Tras este primer cruce de disparos, L'Insurgente intentó una maniobra de abordaje a la fragata estadounidense que el USS Constellation pudo fácilmente evitar debido a que los menores daños en su aparejo facilitaban la navegabilidad.
A continuación la fragata estadounidense cruzó la línea de trayectoria del L'Insurgente y maniobró para colocarse a su lado de estribor para lanzar una nueva salva que castigaría el buque francés recibiendo a cambio daño en su aparejo. El USS Constellation viró por delante de la proa del L'Insurgente, cruzando de nuevo por su línea de trayectoria, para dañarlo otra vez con sus cañones de babor. De nuevo en paralelo al costado del L'Insurgente, una nueva salva del USS Constellation puso fuera de combate los cañones de 18 libras de la nave francesa. La fragata estadounidense cruzó la línea de trayectoria del barco francés por tercera vez para atacarlo una vez más. Por entonces el L'Insurgente ya había sufrido daños considerables en toda la nave y los intentos de la tripulación de Barreaut de reparar el aparejo resultaban infructuosos. Tras 74 minutos de combate, el capitán francés no ve otra opción que rendir la nave al comodoro Truxtun y la tripulación del USS Constellation.

## Consecuencias
La captura del L'Insurgente representa la primera victoria militar para la recién creada Armada de los Estados Unidos. Solo tras el abordaje por parte de los hombres del comodoro Truxtun descubrieron la nacionalidad de la fragata capturada. Los marineros estadounidenses encontraron al L'Insurgente muy dañado tras el paso de la tormenta y del combate cuando el USS Constellation había sufrido únicamente un daño moderado en su aparejo. Las bajas francesas incluyeron 29 muertos y 41 heridos, mientras que los estadounidenses sufrieron un muerto y dos heridos, uno de ellos fallecido poco después por las heridas recibidas durante el combate con el barco francés. Además, otro miembro de la fragata estadounidense fue ejecutado por cobardía debido a que abandonó su puesto de combate al inicio de la batalla.
Algunos prisioneros de guerra fueron transportados del L'Insurgente hacía el USS Constellation pero una tormenta separó ambos navíos a la llegada de la noche. De entre los estadounidenses se encontraban a bordo del L'Insurgente el teniente John Rodgers y el guardiamarina David Porter al mando de 11 marineros, todos ellos custodiando a 170 prisioneros franceses. Los estadounidenses encerraron a los franceses en las cubiertas inferiores mientras se esforzaron por gobernar la fragata hasta la isla de San Cristóbal, que era el punto de reunión con el USS Constellation y a la que llegaron tras tres jornadas de viaje.  El tribunal de presas estadounidense localizado en Norfolk, Virginia resolvió que el L'Insurgente fuese vendido como botín de guerra y las ganancias distribuidas entre la tripulación del USS Constellation. La fragata fue adquirida por la Armada de los Estados Unidos por 84.000 dólares y renombrada como USS Insurgent. Por su parte, en mayo de 1799 el USS Constellation estaciona en el puerto de Nueva York para sustituir los cañones de 24 libras que les había estado causando problemas por su peso por una batería de cañones de 18 libras. Además, los cañones de 12 libras en los castillos de proa y popa fueron sustituidos por carronadas de 24 libras.
La victoria sobre el L'Insurgente permitieron a Truxtun recibir honores militares tanto en su país como en el extranjero. Truxtun fue felicitado en Londres por los comerciantes locales que le obsequiaron una bandeja de plata conmemorativa. En los Estados Unidos las noticias sobre la primera victoria naval frente a Francia supuso una inyección de moral para los ciudadanos hasta el punto de componerse canciones y poemas inspirados en la batalla como Brave Yankee Boys. Por el lado contrario, cuando el capitán Barreaut fue repatriado a Francia fue acusado de haberse rendido con facilidad y se le sometió a una corte marcial en Lorient. Sin embargo, el 16 de octubre de 1799 fue absuelto y Truxtun siempre elogió la valentía demostrada por el capitán francés durante el combate. Los franceses tras tener conocimiento de la batalla protestaron enérgicamente y reclamaron la devolución de la fragata capturada justificandose en que ambas naciones no se encontraban oficialmente en guerra. Tras recibir la negativa de los estadounidenses, el gobernador Edme Étienne Borne Desfourneaux del archipiélago de Guadalupe ordenó la confiscación de todos los barcos y propiedades estadounidenses a la vez que declaraba el estado de guerra, en nombre de Francia, entre su país y los Estados Unidos. Sin embargo, se pudo llegar a un acuerdo sobre un intercambio de prisioneros.
Después de hacerse a la mar durante algunas semanas, el USS Constellation y el USS Insurgent regresaron a Norfolk a finales de marzo de 1799 debido a la finalización del periodo de alistamiento de la tropa marinera, En su siguiente misión, el USS Constellation tuvo un nuevo enfrentamiento en persecución de la fragata francesa La Vengeance cerca de la isla de San Cristóbal el 1 de febrero de 1800. De ese combate ambas fragatas salieron tocadas siendo incapaz Truxtun de capturar el barco enemigo al estar la nave estadounidense seriamente dañada y con bajas considerables. El USS Constellation navegó a duras penas hasta la isla de Jamaica con uno de sus mástiles derribados. mientras que la fragata francesa al mando del capitán Pitot logró escabullirse y poner rumbo a la isla de Curazao con una vía de agua en el casco y cuantiosas bajas entre la tripulación. Por su parte, el USS Insurgent al volver a hacerse a la mar se perdió en agosto de 1800.
El éxito en la campaña de limpieza de los corsarios franceses que atacaban a la marina mercante en ruta a los puertos estadounidenses sirvió de justificación para la construcción del USS Constellation y de otras cinco fragatas que habían sido aprobadas por insistencia de George Washington pero con oposición de parte del Congreso de los Estados Unidos unos años antes. La raíz del conflicto político se encontraba en la confrontación de dos modelos de Estado en el que por un lado se encontraban los partidarios de Alexander Hamilton de un gobierno federal con amplios poderes, al que se oponían los partidarios de un modelo descentralizado y un gobierno federal limitado como proponía Thomas Jefferson. Tras el enfrentamiento entre el USS Constellation y La Vengeance el presidente John Adams decide enviar una nueva delegación diplomática a París para llegar a un acuerdo de paz. En el viaje se enteran del golpe de Estado del 18 de brumario que lleva a tener que negociar el tratado con el Primer Cónsul Napoleón Bonaparte. El 3 de octubre de 1800 ambos gobiernos firman un acuerdo poniendo fin a la Cuasi-Guerra y en el que EE. UU. se libera de continuar pagando a Francia las deudas de guerra, mientras que Francia no devolvería lo obtenido por la actividad corsaria.